# 迈绍
迈绍是奥地利下奥地利州霍拉布伦县的一个市镇。总面积43.14平方公里，总人口1865人，人口密度43.2人/平方公里（2005年）。